# دايكي نيشيوكا
دايكي نيشيوكا (باليابانية: 西岡 大輝) (21 أغسطس 1988 في ميازاكي في اليابان – )؛ هو لاعب كرة قدم ياباني سابق كان يلعب كمدافع.

## وصلات خارجية
- دايكي نيشيوكا على موقع رابطة كرة القدم اليابانية للمحترفين (اليابانية)
- دايكي نيشيوكا على موقع قاعدة بيانات كرة القدم.إي يو (الإنجليزية)
- دايكي نيشيوكا على موقع Soccerway.com (الإنجليزية)
- دايكي نيشيوكا على موقع عالم كرة القدم.نت (الإنجليزية)
- دايكي نيشيوكا على موقع كووورة